# Douglas Fairbanks, der Gaucho
Douglas Fairbanks, der Gaucho (Originaltitel: The Gaucho) ist ein US-amerikanischer Stummfilm aus dem Jahre 1927 mit Douglas Fairbanks in der Titelrolle.

## Handlung
Irgendwo in den argentinischen Anden. In einem kleinen Gebirgsstädtchen herrscht ein brutaler Usurpator, der die Bewohner drangsaliert und ausplündert. Ein Gaucho, der mit seinen Männern den Ort von den Schurken befreien wollen, wird jedoch von einem rachsüchtigen Aussätzigen, der an der „schwarzen Verdammnis“ (= Pest) leidet, mit Absicht infiziert, als der Aussätzige ihn an derjenigen Stelle der Hand berührt, wo der Gaucho eine Schnittverletzung hat. Erst durch seinen Besuch einer Wallfahrtskirche, wo er der Hüterin des heiligen Schreins begegnet, die ihm das Beten lehrt, kann er von seiner Erkrankung durch ein Wunder des Glaubens wieder geheilt werden.
Durch sie zum rechten Glauben geführt, erscheint dem Gaucho in diesen Momenten größter Frömmigkeit für ein paar Sekunden die Jungfrau Maria. Man erfährt, dass hier einst ein Wunder geschehen sein soll: ein Mädchen wurde vom Sturz einer Steilwand in die Tiefe durch die Erscheinung der heiligen Jungfrau gerettet. Daraufhin errichteten die Gläubigen an dieser Stelle die Wallfahrtskirche, um die sich in der Folgezeit das Städtchen entwickelte. Diese „Stadt der Wunder“, wie sie seitdem heißt, blühte und gedieh und wurde wohlhabend, was erwartungsgemäß auch finsteres Gesindel anzog. Eines Tages erschien die gierige Räuberschar unter Ruiz und machte sich hier breit.
Der Gaucho lernt ein Mädchen aus den Bergen kennen, das sich in ihn verliebt. Es handelt sich um eine feurige temperamentvolle Señorita, die zu Eifersuchtsanfällen neigt und in einem dieser Augenblicke überbordender Leidenschaft erst zur Furie wird und dann den Gaucho an die Truppen des schurkischen Ruiz verrät. Doch die Liebe des argentinischen Hitzkopfs zu ihrem Gaucho ist so groß, dass sie wenig später wiederum Hilfe holt, um ihren Geliebten zu befreien. Am Ende sind die Schurken besiegt und vertrieben, und den beiden Liebenden steht nichts mehr für eine gemeinsame Zukunft im Wege.

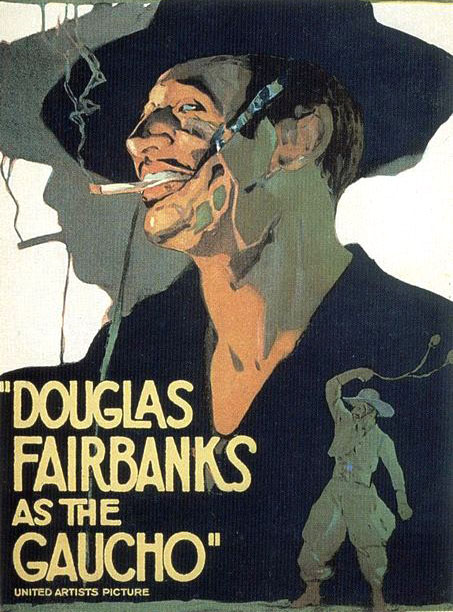
Der Gaucho, Filmplakat von 1927

## Produktionsnotizen
Douglas Fairbanks, der Gaucho, im Original The Gaucho, entstand auf der Iverson Ranch in Chatsworth bei Los Angeles und wurde am 27. November 1927 in den USA uraufgeführt. Anders als in Deutschland konnte man in Österreich den Film 1929 unter der einfachen Übersetzung Der Gaucho sehen.
Fairbanks soll die Idee zu diesem Film, zu dem er unter dem Pseudonym „Elton Thomas“ einen Entwurf als Drehbuchvorlage lieferte, während eines Wallfahrtbesuchs in Lourdes gehabt haben.
Für die damals 19-jährige Mexikanerin Lupe Vélez bedeutete dieser Film den Durchbruch in Hollywood. Mary Pickford, die hier nur eine kurze Gastrolle als Jungfrau Maria absolvierte, war mit Fairbanks verheiratet.

## Kritiken
In der New York Times schrieb Mordaunt Hall in der Ausgabe vom 22. November 1927 Folgendes: „Schneidige Heldentaten und reine Jubelschreie waren die außergewöhnlichen Kennzeichen aller bisherigen Douglas-Fairbanks-Produktionen, und daher ist es nicht sonderlich überraschend, dies auch in seinem bislang letzten Film, The Gaucho With Douglas Fairbanks, anzutreffen … mit einem ziemlich schauerlichen Unterton der ansonsten fröhlichen Sinfonie. In Teilen dieses Films scheint dies hinzuhauen … (…) Mr. Fairbanks ist nicht weniger wendig als er in anderen Produktionen war, vielleicht hat er hier sogar noch mehr Gelegenheiten, seine Flinkheit unter Beweis zu stellen. So springt er nicht nur auf den Sattel in einer erstaunlichen Geschwindigkeit, aber wenn er aus einer Gefängniszelle flieht, dann zeigt er Eskapaden, die selbst Affen vor Neid erblassen würden. Er erklimmt Bäume, wie es ein Südseeinsulaner niemals machen könnte und dann schwingt er sich von Ast zu Ast …“
In Paimann’s Filmlisten nennt den Film ein „Abenteuerdrama“ und urteilte: „Daß dieses Sujet in seiner, ansonst sicherlich ungenießbaren Mischung von Abenteuerlichkeit, Romantik und Frömmigkeit den Rohstoff für einen ganz ausgezeichneten Film abgeben konnte, ist als Maßstab für dessen Qualität zu werten. Douglas Fairbanks drückt dem Ganzen den Stempel seiner Persönlichkeit auf. Seine Gewandtheit, die minutiös ausgeführten Tricks und Sensationen, das wirbelnde Tempo seines Spiels, mit dem die Regie gleichen Schritt hält, werden durch meisterhafte Bildbewegung ergänzt. Eine nicht nur großzügige, sondern auch imposante Aufmachung schafft wirkungsvolle Hintergründe. Die Photographie ist durchgehends auf beachtenswerter Höhe. – Gesamtqualifikation: Ein Schlager“.

„Gedämpfter Mantel-und-Degen-Film, der auf einen feinen Höhepunkt zusteuert.“

Jeffrey Vance sieht in seiner Fairbanks-Biographie The Gaucho als „beinah ein Meisterwerk“ an und „als eine Anomalie in seiner Arbeit“. Weiter schreibt er: „Der Film zeigt die Anstrengung, unvermutete Dunkelheit im Ton, Ausstattung und Charakter zu erlangen. Der Geist eines jugendlichen Jungenabenteuers, was die allgegenwärtige Charakteristik seiner vorhergehenden Filme ausmachte, fehlt diesmal völlig. Dies alles wurde ersetzt durch spirituellen Eifer und einem Element brodelnder Sexualität, das man so noch nie zuvor in einer seiner Produktionen gesehen hatte.“